# 納塔利夫卡 (沃倫斯基新城區)
50°37′0″N 27°35′29″E / 50.61667°N 27.59139°E
納塔利夫卡（烏克蘭語：Наталівка），是烏克蘭北部的村莊，隸屬日托米爾州的茲維亞赫爾區。該村面積2.3平方公里，海拔高度223米，2001年人口1,344，人口密度每平方公里585.11人。